# 19504 Vladalekseev
19504 Vladalekseev è un asteroide della fascia principale. Scoperto nel 1998, presenta un'orbita caratterizzata da un semiasse maggiore pari a 2,9905244 au e da un'eccentricità di 0,0478197, inclinata di 11,01734° rispetto all'eclittica.
L'asteroide è dedicato al matematico russo Vladimir Мihajlovič Alekseev.